# Бенна
Бенна (італ. Benna, п'єм. Bënna) — муніципалітет в Італії, у регіоні П'ємонт, провінція Б'єлла.
Бенна розташована на відстані близько 540 км на північний захід від Рима, 65 км на північний схід від Турина, 6 км на схід від Б'єлли.
Населення — 1170 осіб (2014).
Щорічний фестиваль відбувається 29 червня. Покровитель — святий Петро.

## Демографія
Населення за роками:

Станом на 1 січня 2023 року в муніципалітеті офіційно проживали 33 іноземці з 9 країн, серед них 15 громадян країн Євросоюзу та 2 громадяни України.

## Сусідні муніципалітети
- Кандело
- Коссато
- Массацца
- Моттальчіата
- Верроне